# Oplerclanis boisduvali
Oplerclanis boisduvali is een vlinder uit de familie pijlstaarten (Sphingidae). De wetenschappelijke naam van deze soort is voor het eerst geldig gepubliceerd in 1898 door Per Olof Christopher Aurivillius.
De soort komt voor in het Afrotropisch gebied.